# Эннекен, Филипп Огюст
Филипп Огюст Эннекен (в старых русских источниках Геннекен, фр. Philippe-Auguste Hennequin; 10 августа 1762, Лион — 12 мая 1833, Лёз-ан-Эно близ Турне) — французский художник-портретист, исторический живописец, баталист.

## Биография
Уроженец Лиона. Сперва учился живописи у шведского художника Пера Эберхарда Когелла (1734—1812) в родном Лионе, затем в Париже под руководством Жака Луи Давида. Позже, благодаря английскому покровителю, отправился в Рим, но был вынужден покинуть Италию из-за антифранцузских беспорядков 1793 года. Был сторонником революционных событий во Франции.
Во время Первой империи создал ряд больших исторических полотен, которые сделали его знаменитым и популярным художником. Его картина «Триумф французского народа 10 августа» (Le Triomphe du peuple français au 10 août) выиграла первый приз на Салоне 1799 года; в 1820 году это полотно было разрезано на куски и разделено между музеями Руана, Анжера, Ле-Мана и Канн. К числу известных полотен художника относятся «Битва у пирамид» (1806), «Размещение Старой гвардии в лагере Булонь» (1806) и др.
После Реставрации Бурбонов Филипп Огюст Эннекен отправился в Бельгию, где стал директором Академии искусств в Льеже (1813—1814), затем Академии Турне.
В конце жизни ослеп и умер в нищете.
Многие его рисунки хранятся в Лионском музее изобразительных искусств.

## Галерея
- Некоторые картины
- Портрет Катарин-Доминика Периньона, почётного маршала Наполеона I
- Битва при Кибероне.1804
- Орест Оскверненный. 1800
- Портрет генерала графа Дюмонсо
- Наполеон в Булонском лагере раздаёт Ордена Почётного легиона
- То же. Центральный фрагмент